# Прапор Паллави
Прапор Паллави використовувався Тамільським королівством Паллава. Королівськими знаками Паллави були Сімха (Лев) і Нанді (Бик), які були змінними. Колір прапора шафрановий або жовтий. Кожен король Паллави мав свій особистий прапор. Наприклад, Нарасімхаварман II використовував лева як свою емблему, а Нандіварман II віддав перевагу Бику. За часів правління Парамесваравармана I до емблеми Паллави було додано Хатвангу (булава-череп).  Ймовірно, існували різні лінії Паллави. Основна лінія правила в Канчіпурамі та походить від лінії Сімха (Сімхаварман I, Сімхавішну, Нарасімхаварман I та інших). Емблема Сімха була успадкована від нащадків лінії Сімха. 